# Tetragnatha ramboi
Tetragnatha ramboi är en spindelart som beskrevs av Cândido Firmino de Mello-Leitão 1943. 
Tetragnatha ramboi ingår i släktet sträckkäkspindlar, och familjen käkspindlar. Inga underarter finns listade i Catalogue of Life.